# Горсько-Рогово
Горсько-Рогово (рос. Горско-Рогово) — присілок в Гдовському районі Псковської області Російської Федерації.
Населення становить 31 особу. Входить до складу муніципального утворення Полновська волость.

## Історія
Від 2005 року входить до складу муніципального утворення Полновська волость.

## Населення
| 2001 | 2002 | 2010 |
| ---- | ---- | ---- |
| 48   | ↗55  | ↘31  |